# Alles für das Kind
Alles für das Kind ist eine US-amerikanische Filmkomödie mit Musicalelementen aus dem Jahr 1933 von Norman Taurog mit Maurice Chevalier und Helen Twelvetrees in den Hauptrollen. Der Pre-Code-Film wurde von Paramount Pictures produziert und basiert auf dem 1904 veröffentlichten Roman Bellamy the Magnificent von Roy Horniman. Er ist eine Neuverfilmung des 1927 produzierten Films Der Gentleman von Paris.

## Handlung
Der Vicomte René kommt frühzeitig von einer Safari nach Paris zurück. Da seine Verlobte Louise noch nicht mit ihm rechnet, verabredet sich der Frauenheld mit Paulette de l'Enclos um 10 Uhr, mit Suzanne Dubois um 12 Uhr und mit Gabrielle um 1 Uhr. Als er ein ausgesetztes Baby in seinem Auto findet, vergisst er alle Verabredungen. 
Am nächsten Morgen wird René von seinem Freund Max und dessen frisch angetrauter Frau, ausgerechnet Paulette, besucht. Als René und sein Diener Victor das Baby baden, kommt es zu chaotischen Zuständen. Gabrielle erscheint und verlangt eine Erklärung. Zudem taucht die junge Sally auf, die sich als Amme vorstellt. René lässt sich von Victor rasieren, dabei stellt sich heraus, dass es sich bei der dritten Verabredung um Victors Frau Suzanne handelt. Als sich eine weitere Frau als Amme vorstellt, gesteht Sally, eine arbeitslose Schauspielerin aus den USA zu sein. René stellt sie trotzdem ein. Das Baby wird von Sally Robin genannt und René stellt sich ein Familienleben mit Louise vor.
Zusammen mit Sally und Robin erscheint René verspätet zu einer Party auf Louises Anwesen. René wird zum Gespött der Gäste, Louises Vater beschimpft ihn. Louise löst die Verlobung mit den Worten, dass sie beide sich nie wirklich geliebt haben. René fühlt sich befreit und erzählt Sally davon. Später kommt Paulette auf sein Zimmer und bittet ihn, etwas diskreter im Umgang mit der gravierten Zigarettenbox, die sie ihm geschenkt hat, zu sein. Sally wird eifersüchtig und Paulette wird beim folgenden Streit ohnmächtig. Als Max vor der Tür erscheint und seine Frau sucht, versteckt Sally sich mit Paulette hinter einem Vorhang. Um Max loszuwerden, schiebt René den Vorhang gerade so weit auf, dass Sallys blonde Haare zum Vorschein kommen. 
Sally ist wütend, dass sie wie eine kleine Affäre behandelt wird. Sie macht sich mit Robin auf den Rückweg nach Paris, gefolgt von René. René findet das Paar, das Robin ausgesetzt hat, Aristide und dessen Frau. Von ihnen erfährt er, dass Robin ein Waisenkind ist, das in die Obhut des Paares übergeben wurde. Da die beiden schon sechs Kinder haben, konnten sie für Robin nicht mehr sorgen. René zahlt ihnen 10.000 Franc, dann gibt er Sally die Zigarettenbox zum Wegwerfen. Besänftigt und glücklich küsst Sally ihn.

## Hintergrund
Gedreht wurde der Film in den Paramount-Studios in Hollywood.
Für die Rolle des Max war ursprünglich Charles Ruggles vorgesehen, der dann von Earle Foxe ersetzt wurde.
Travis Banton war für das Kostümbild zuständig.
In kleinen nicht im Abspann erwähnten Nebenrollen traten Dennis O’Keefe und Leo White auf.

### Musik
Ralph Rainger und Leo Robin komponierten die Lieder In the Park in Paree, Look What I've Got und Home Made Heaven. Zu ihrem Lied Monsieur Baby steuerte André Hornez den französischen Text bei.

## Veröffentlichung
Die Premiere des Films fand am 22. April 1933 statt. In der ehemaligen DDR wurde er am 5. Mai 1982 im Fernsehen ausgestrahlt. In Österreich wurde er unter dem Titel Ein Kind fällt vom Himmel gezeigt.

## Kritiken
Das Lexikon des internationalen Films schrieb: „Amüsante musikalische Komödie.“
Mordaunt Hall von der The New York Times befand, der Film sei eine fröhliche Sache. Wenn jemand sage, dass Baby Leroy nahe am Gewinn der pantomimischen Lorbeeren sei, so heiße das nicht, dass Maurice Chevalier weniger leiste, als in seinen anderen Filmen.
Die Variety bezeichnete den Film als nette Komödie, die jedoch kein Riesenerfolg werde.
Pare Lorentz schrieb im Magazin Vanity Fair, der Film würde auch als animierter Cartoon durchgehen. Er wäre auch besser in dieser Art gemacht worden.